# Tank Mark V
Tank Mark V var en stridsvagn som användes i första världskriget och ända fram till andra världskriget. Stridsvagnen var en uppgradering av Tank Mark IV som i sin tur var en uppgradering av stridsvagnen Tank Mark I. Den användes under de sista månaderna av första världskriget och under det Ryska inbördeskriget då västmakterna hjälpte och tränade de antikommunistiska styrkorna.

## Bakgrund
När de första stridsvagnarna rullade ut på slagfältet i slutet av Somme slaget märkte den Brittiska kommittén för stridsvagnar, eller The Lanships Committee (Landskeppskommittèn) att de behövde en starkare stridsvagn som hade tjockare skyddsplåt än den tunna plåten på Tank Mark I. Resultatet blev Tank Mark IV som hade tjockare pansarplåt och gick lite snabbare på väg. Under tiden som Tank Mark I och Tank Mark IV var under konstruktion designade en man som hette Harry Ricardo en helt ny motor för stridsvagnarna. När den var färdig kunde Landskeppskommittèn skapa en helt ny stridsvagn som i slutändan blev Tank Mark V. 
Även om inte så många stridsvagnar var gjorda har de fått äran att de har varit med och spelat en stor roll i att vinna kriget. Runt fyrahundra Mk V stridsvagnar byggdes. 